# ユー・ウォント・シー・ミー
「ユー・ウォント・シー・ミー 」（You Won't See Me）は、ビートルズの楽曲である。1965年に発売された6作目のイギリス盤公式オリジナル・アルバム『ラバー・ソウル』に収録された。レノン＝マッカートニー名義となっているが、実際にはポール・マッカートニーによって書かれた楽曲。歌詞は、当時のマッカートニーの婚約者であったジェーン・アッシャーとの関係を題材としており、従来のラブソングからの変化が見られる楽曲の1つとなっている。
1974年にアン・マレーによってカバーされ、Billboard Hot 100で最高位8位を獲得した。

## 背景
「ユー・ウォント・シー・ミー」は、マッカートニーと当時の婚約者ジェーン・アッシャーとの関係を題材としている。この曲が書かれた頃、アッシャーはマッカートニーを拒絶していた。マッカートニーよりも4つ年下であるアッシャーは、女性は家を守るべきであるというマッカートニーの保守的な考えを受け入れず、ロンドンで『ラバー・ソウル』のためのセッションを行なっていた1965年後半、アッシャーはブリストル・オールド・ヴィク劇場で行なわれる舞台のオファーを受けていた。これにより、2人の関係が悪化することとなった。その後ブリストルにいたマッカートニーがアッシャーに電話をかけるも、アッシャーは電話に出ないことで拒絶した。
マッカートニーは、本作について「いつもはギターかピアノを使ってコードから曲を作るんだけど、この曲はたったの2つの音から生まれた。ギターの2本の高音弦の組み合わせでね。それから『ユー・ウォント・シー・ミー』を書き上げたんだ。これは完全に僕の仕事だよ。でも僕はいつだって喜んでジョンとの連名でクレジットをつけたよ。なにしろ彼にはセッションで「それいいね」って言う機会があるのだから」と語っている。
本作が書かれた時期には、同じくマッカートニーとアッシャーの関係性を題材とした「恋を抱きしめよう」と「君はいずこへ」も書かれており、これまでの幸せなラブソングからの変化が見られる。ジャーナリストのハワード・スーンズは、本作におけるマッカートニーについて「冷酷で、嫉妬深いボーイフレンド」と表現している。

## レコーディング
「ユー・ウォント・シー・ミー」のレコーディングは、『ラバー・ソウル』セッションの最終日である1965年11月11日の午後6時に開始された。この日はアルバムのために3曲録音する必要があり、この日のレコーディング・セッションは13時間も行なわれ、本作は2テイク録音された。このテイクの演奏時間は3分22秒と、当時ビートルズが録音したトラックでは最長となる演奏時間だった。
マッカートニーはベーシック・トラックにおいてピアノを演奏しており、そこにベースをオーバー・ダビングした。本作では、ロード・マネージャーのマル・エヴァンズがハモンドオルガンを演奏しており、2分28秒あたりからフェイドアウトするまで切れ目なく流れるAの音を担当している。ジョン・レノンとジョージ・ハリスンは、「マッカートニーの訴えに対して無関心な彼女」をバッキング・ボーカルで表現している。リンゴ・スターは、ハイハットをオーバー・ダビングし、ドラム・パートを増強して曲にアクセントを加えている。
なお、モノラル・ミックスは、ステレオ・ミックスに比較してフェード・アウトが多少遅い。この関係からモノラル・ミックスとステレオ・ミックスで、演奏時間が少々異なっている。

## リリース・評価
1965年12月3日にパーロフォンよりオリジナル・アルバム『ラバー・ソウル』が発売され、「ユー・ウォント・シー・ミー」はレノン作の「ノルウェーの森」と「ひとりぼっちのあいつ」の間である3曲目に収録された。その後、1980年に発売されたコンピレーション・アルバム『リヴァプールより愛を込めて ザ・ビートルズ・ボックス』にも収録された。
『レコード・ミラー』誌の『ラバー・ソウル』についてのレビューで、リチャード・グリーンは「レノンとマッカートニーは、その時代の優れたソングライティングチームで、ビートルズのパフォーマンスが的を射ているとは言えるが、このLPはそうは思えない」とし、「退屈で凡俗な曲」の1つとして本作を挙げている。一方で、『KRLAビート』誌のエデンことニッキー・ワインは、アルバムについて「信じられないほど素晴らしい」とし、本作について「ビートルズによるメロディーと最高のアレンジが融合された1作。アルバム内で最高のカットの1つでなければならない」と評している。
リッチー・アンターバーガーは、「この曲の最も魅力的な特徴は、マッカートニーのリード・ボーカルと、それに応答する遊び心のあるハーモニーの対位法のメロディの見事な相互作用」「ヴァースのすごく陽気なメロディは、より陰気なブリッジで相殺される」と評している。

## クレジット
※出典
- ポール・マッカートニー - ダブルトラックのリード・ボーカル、ベースギター、ピアノ
- ジョン・レノン - バッキング・ボーカル、タンバリン
- ジョージ・ハリスン - バッキング・ボーカル、エレクトリック・ギター
- リンゴ・スター - ドラム、ハイハット
- マル・エヴァンズ - ハモンドオルガン

## カバー・バージョン

### アン・マレーによるカバー
アン・マレーによるカバー・バージョンは、1974年にシングル盤として発売され、B面曲はジョージ・ジョーンズのカバー曲「ヒー・シンクス・アイ・スティル・ケア」が収録された。マレーによるカバー・バージョンは、Billboard Hot 100で最高位8位を記録し、『ビルボード』誌のイージーリスニングチャートで第1位を獲得した。レノンは、マレーによるカバー・バージョンをお気に入りのカバー・バージョンの1つとして挙げている。
マレーは、2007年に発売した『フレンズ&レジェンズ〜デュエット・アルバム』に、シェルビィ・リンとのデュエットソングとしてリレコーディングした音源を収録した。

#### チャート成績
| チャート (1974年)                  | 最高位 |
| ---------------------------------- | ------ |
| オーストラリア (Kent Music Report) | 49     |
| Canada Adult Contemporary (RPM)    | 4      |
| Canada Top Singles (RPM)           | 5      |
| ニュージーランド (Listener)        | 13     |
| US Easy Listening (Billboard)      | 1      |
| US Billboard Hot 100               | 8      |
| US Cash Box Top 100                | 8      |

| チャート (1974年)             | 順位 |
| ----------------------------- | ---- |
| Canada Top Singles (RPM)      | 72   |
| US Billboard Hot 100          | 54   |
| US Cash Box                   | 48   |
| US Easy Listening (Billboard) | 1    |
| US Billboard Hot 100          | 8    |
| US Cash Box Top 100           | 8    |

### その他のアーティストによるカバー
- マデリン・ベル（英語版） - 1966年にシングル盤として発売。
- ビージーズ - 1970年に発売されたアルバム『Inception/Nostalgia』に収録。
- ブライアン・フェリー - 1973年に発売されたアルバム『愚かなり、わが恋』に収録[33]。
- ダー・ウィリアムズ - 2005年に発売されたコンピレーション・アルバム『This Bird Has Flown – A 40th Anniversary Tribute to the Beatles' Rubber Soul』に収録[34]。